# Francisco I. Madero 1ra. Sección, Tacotalpa
Francisco I. Madero 1ra. Sección är en ort i Mexiko.   Den ligger i kommunen Tacotalpa och delstaten Tabasco, i den sydöstra delen av landet, 700 km öster om huvudstaden Mexico City. Francisco I. Madero 1ra. Sección ligger 222 meter över havet och antalet invånare är 270.
Terrängen runt Francisco I. Madero 1ra. Sección är kuperad norrut, men söderut är den bergig. Runt Francisco I. Madero 1ra. Sección är det ganska tätbefolkat, med 93 invånare per kvadratkilometer. Närmaste större samhälle är Amatán, 9,9 km väster om Francisco I. Madero 1ra. Sección. I omgivningarna runt Francisco I. Madero 1ra. Sección växer i huvudsak städsegrön lövskog.